# (2128) Wetherill
(2128) Wetherill (1973 SB) – planetoida z grupy pasa głównego asteroid okrążająca Słońce w ciągu 4,52 lat w średniej odległości 2,73 au. Odkryta 26 września 1973 roku.